# 미국 식품의약국
미국 식품의약국(美國食品醫藥局, 영어: Food and Drug Administration, FDA, USFDA)은 미국 보건복지부 산하의 식품과 의약품에 대한 관리 규제를 하는 기관이다. 대부분의 식품의 규격과 관련 규제 제정, 영양소 기준, 약품, 백신, 의학 관련 물품, 혈액 관련 물품, 의료 기구, 방사능 측정 기구, 화장품에 이르기까지 다양한 분야의 안전 규칙을 정하는 기관이다. 보건후생성의 하부기관. 이 가운데 의약품에 관계있는 부서가 의약품국이며, 이 밖에 식품·동물의약품·방사선 안전 및 기타 국이 있다.
이에 더해 공중보건활동과 관련 규제 361가지를 통괄하며 보건 상태의 점검 및 필요점, 질병 예방법, 애완 거북이에서부터 의학 기술 분야에 이르기까지 인체의 건강과 관련된 정보를 두루 공공에 제공, 규율한다.

## 같이 보기
- 대한민국 식품의약품안전처(MFDS)